# Челлино-Аттаназио
Челлино-Аттана́зио (итал. Cellino Attanasio) — коммуна в Италии, расположена в регионе Абруццо, подчиняется административному центру Терамо.
Население составляет 2761 человек, плотность населения составляет 64 чел./км². Занимает площадь 43 км². Почтовый индекс — 64036. Телефонный код — 0861.